# Chazaliella coffeosperma
Chazaliella coffeosperma är en måreväxtart som först beskrevs av Karl Moritz Schumann, och fick sitt nu gällande namn av Bernard Verdcourt. Chazaliella coffeosperma ingår i släktet Chazaliella och familjen måreväxter.

## Underarter
Arten delas in i följande underarter:
- C. c. coffeosperma
- C. c. longipedicellata